# Rivethead
Als Rivethead oder Rivet Head bezeichnet man den Angehörigen der kanadischen und US-amerikanischen Post-Industrial-Kultur. Diese ist stark an den Cyberpunk und somit an eine dystopisch ausgerichtete Weltvorstellung angelehnt. Das englische Wort rivet bedeutet ‚Niet‘ bzw. ‚Metallbolzen‘, head wird sinngemäß mit ‚Fan‘ übersetzt. Verbreitung fand der Name vermutlich über die Kompilation Rivet Head Culture, die Lieder von Künstlern aus dem nordamerikanischen Electro-Industrial- und Industrial-Rock-Umfeld enthält.
Charakteristisch für viele Szeneanhänger ist das martialische Auftreten mittels Militärkleidung wie Tarnhemden und -hosen, Leder-, Feld- und Bomberjacken sowie Kampfstiefel und Cap Toe Boots (Underground Shoes, Getta Grip, Dr. Martens etc.), oft verbunden mit Frisuren wie Undercut, Flattop und Irokesenschnitt und der Attitüde des Punk.
Einen essentiellen Einfluss auf das Erscheinungsbild der Rivethead-Kultur übten Persönlichkeiten wie Kevin Graham Ogilvie alias Nivek Ogre (Skinny Puppy), Wilhelm Schroeder alias Bill Leeb (Front Line Assembly), Sascha Konietzko (KMFDM), Trent Reznor (Nine Inch Nails) oder Bryan Erickson (Velvet Acid Christ) aus.
Obwohl sie in den Diskotheken und Nachtclubs oft zusammen mit Goths anzutreffen ist, grenzt sich die Rivethead-Kultur – ähnlich wie die ihr nahestehende europäische EBM-Szene – von der Gothic-Kultur ab.